# Ophioscincus truncatus
Espèce
Synonymes
- Coloscincus truncatus Peters, 1876
- Lygosoma truncatum (Peters, 1876)
- Lygosoma truncatum monswilsonensis Copland, 1952
- Ophioscincus truncatus monswilsonensis (Copland, 1952)

Ophioscincus truncatus est une espèce de sauriens de la famille des Scincidae.

## Répartition
Cette espèce est endémique d'Australie. Elle se rencontre dans le sud-est du Queensland et dans le nord-est de la Nouvelle-Galles du Sud.

## Publications originales
- Copland, 1952 : A mainland race of the scincid lizard Lygosoma truncatum (Peters). Proceedings of The Linnean Society of New South Wales, vol. 77, p. 126-131 (texte intégral).
- Peters, 1877 "1876" : Über die von S. M. S. Gazelle mitgebrachten Amphibien. Monatsberichte der Königlichen Preussischen Akademie der Wissenschaften zu Berlin, vol. 1876, p. 528-535+914 (texte intégral).